# 최두고
최두고(崔斗高, 1921년 10월 20일 ~ 2007년 8월 16일)는 대한민국의 정치인이다. 제6·7대 국회의원을 지냈다.

## 학력
- 경희대학교 문리과대학 영문과 졸업
- 부산대학교 대학원 국문과 졸업
- 경도대학 국제정치학연구실 수학

## 경력
- 부산공업중학교교사
- 경남공업중학교교사
- 부산체육사범대학,건국대학교수
- 학교법인동성학원,인산학원설립
- 진명여고,여의도고교육성회장
- 경주최씨중앙종친회장,부산회장
- 국회의보사사장,현대정수공업회장
- 대한중기협회장
- 민주당정권,신민당경남도당부위원장
- 민주공화당사무차장,당기위원장,당무처위원,부산시지부장
- 신민주공화당고문
- 국회건설위원장

## 역대 선거 결과
|  | 39.59% |

|  | 49.50% |

|  | 40.29% |

|  | 19.04% |